# Arvid Carlsson (konstnär)
Konrad Arvid Carlsson, född 1 mars 1895 på Yttergård i Getinge församling, död 10 november 1962 i Falkenbergs församling, var en svensk konstnär. 
Arvid Carlsson flyttade som 15-åring till Falkenberg. Efter studier i Köpenhamn och Paris bosatte han sig i Halmstad och blev kvar där till 1955, då han återvände till Falkenberg. 
Tillsammans med bland andra Edvin Öhrström och Erik Sköld tillhörde han den så kallade Hallandsringen, vars konst kom att betecknas som naturalism, realism eller klassicism